# Phaenomys ferrugineus
Phaenomys ferrugineus é uma espécie de mamífero da família Cricetidae. É a única espécie descrita para o gênero Phaenomys. Endêmico do Brasil, onde pode ser encontrada na Serra do Mar nos estados do Rio de Janeiro e São Paulo.